# Српска православна црква у Радојеву
Српска православна црква у Радојеву, у општини Нова Црња, подигнута је 1841. године. Својом монументалношћу, конструктивним решењима и изузетним иконостасом и троновима, црква представља веома значајно културно добро, под заштитом је државе као споменик културе.
Црква у Радојеву је посвећена Светом Николи, изграђена је као једнобродна класицистичка грађевина са звоником на западној страни и апсидом на источној. Унутрашњост цркве је луковима подељена на олтарски простор, два средишња травеја наоса и припрату. Простор хора на западном делу брода је подигнут на два стуба и ограђен је масивном зиданом оградом.
Зидна слика над солејом "Бог Отац са јеванђелистима" рад је Николе Алексића из времена сликања иконостаса, око половине 19. века. Остала зидна декорација је умерена, и рад је вештог декоратера – молера такође из истог периода. Расписан је 1856. године стечај за осликавање и позлаћивање иконостаса. Живописац који је заинтересован то мора доказати са једном донетом иконом. Иконостас, тронови и певнице су рад истог мајстора дрворезбара прве половине 19. века, док је иконе сликао Никола Алексић 1858. године. На иконостасу има 34 иконе. 
Године 2001. изведени су радови на санацији торња и западне фасаде, а 2008. године санација кровне конструкције и постављање новог бибер црепа.

## Галерија
- Западна фасада
- Јужна фасада
- Иконостас
- Богородичин трон и певница